# Boeing 777X
Boeing 777X je veliko dvomotorno reaktivno potniško letalo, ki ga trenutno (2014) razvija ameriški Boeing. Zasnovan je na podlagi Boeing 777, imel bo podaljšan trup, nove motorje GE9X in novo krilo iz kompozitnih materialov. Trup bo sicer še vedno iz aluminija. 777-9X bo najdaljše letalo na svetu in tudi največje dvomotorno letalo, imel bo okrog 40 sedežev več kot  777-300ER. Njegov konkurent je Airbus A350.
Kljub temu, da bo imel okrog 40 sedežev več kot 777-300ER bo vzletna teža skoraj enaka. Malo bo zmanjšan potisk motorjev in sicer 105000 lbf (470 kN) (v primerjavi z GE90-115B, ki ima 115000 lbf). GE9X bo imel premer ventilatorja 335 cm, okrog 10 cm več kot GE90-115B.
V uporabo naj bi vstopil leta 2019.

## Naročila
| Datum naročila    | Država                   | Letalska družba        | 8X | 9X  | Število |
| ----------------- | ------------------------ | ---------------------- | -- | --- | ------- |
| 17. november 2013 | Nemčija                  | Lufthansa              | 0  | 20  | 20      |
| 17. november 2013 | Združeni Arabski emirati | Etihad                 | 8  | 17  | 25      |
| 20. december 2013 | Hongkong                 | Cathay Pacific Airways | 0  | 21  | 21      |
| 9. julij 2014     | Združeni Arabski emirati | Emirates               | 35 | 115 | 150     |
| 16. julij 2014    | Katar                    | Qatar Airways          | 0  | 50  | 50      |
| 31. julij 2014    | Japonska                 | All Nippon Airways     | 0  | 20  | 20      |
| Skupaj            | Skupaj                   | Skupaj                 | 43 | 243 | 286     |

Notes
1. ↑  Launch customer of 777-8X variant.

## Specifikacije
| Model                  | 777-8X                                                            |                                                                   |
| ---------------------- | ----------------------------------------------------------------- | ----------------------------------------------------------------- |
| Posadka                | Dva                                                               | Dva                                                               |
| Število potnikovl      | 353 (3-razredi                                                    | 407 (3-razredi)                                                   |
| Dolžina                | 228 ft 2 in (69,5 m)                                              | 250 ft 11 in (76,5 m)                                             |
| Razpon kril            | Razprta krila: 235 ft 6 in (71,8 m) zložena: 212 ft 8 in (64,8 m) | Razprta krila: 235 ft 6 in (71,8 m) zložena: 212 ft 8 in (64,8 m) |
| Naklon kril            |                                                                   |                                                                   |
| Višina repa            | 64 ft 6 in (19,7 m)                                               | 64 ft 6 in (19,7 m)                                               |
| Širina kabine          | 19 ft 7 in (5,97 m)                                               | 19 ft 7 in (5,97 m)                                               |
| Širina sedežev         | 18 in (45,7 cm)                                                   | 18 in (45,7 cm)                                                   |
| Širina trupa           | 20 ft 4 in (6,20 m)                                               | 20 ft 4 in (6,20 m)                                               |
| Tovorna kapaciteta     | 40× LD3                                                           | 48× LD3                                                           |
| Teža praznega letala   |                                                                   | 362,000 lb (164,202 kg)                                           |
| Operativna prazna teža |                                                                   | 415,000 lb (188,241 kg)                                           |
| Maks. teža brez goriva |                                                                   | 527,000 lb (239,043 kg)                                           |
| Maks. pristajalna teža |                                                                   | 557,000 lb (252,651 kg)                                           |
| Maks. vzletna teža     | 775000 lb (351500 kg)                                             | 775000 lb (351500 kg)                                             |
| Potovalna hitrost      |                                                                   |                                                                   |
| Največja hitrost       |                                                                   |                                                                   |
| Največji dolet         | > 9300 nmi (17224 km, 10702 mi)                                   | > 8200 nmi (15186 km, 9436 mi)                                    |
| Vzletna razdalja       |                                                                   |                                                                   |
| Kapaciteta goriva      |                                                                   |                                                                   |
| Višina leta (servisna) | 43100 ft (13140 m)                                                | 43100 ft (13140 m)                                                |
| Motor (×2)             | General Electric GE9X                                             | General Electric GE9X                                             |
| Potisk (×2)            | 105000 lbf (470 kN)                                               | 105000 lbf (470 kN)                                               |

Opombe: Preliminarne specifikacije

## Gluj tudi
- Boeing 777
- Airbus A330neo
- Airbus A350 XWB
- Airbus A380
- Boeing 787Dreamliner